# Sheopur
Sheopur é uma cidade e um município no distrito de Sheopur, no estado indiano de Madhya Pradesh.

## Geografia
Sheopur está localizada a 25° 40′ N, 76° 42′ L. Tem uma altitude média de 229 metros (751 pés).

## Demografia
Segundo o censo de 2001, Sheopur tinha uma população de 55 026 habitantes. Os indivíduos do sexo masculino constituem 53% da população e os do sexo feminino 47%. Sheopur tem uma taxa de literacia de 57%, inferior à média nacional de 59,5%: a literacia no sexo masculino é de 66% e no sexo feminino é de 46%. Em Sheopur, 17% da população está abaixo dos 6 anos de idade.